# Jean-Philippe Sommero
Jean-Philippe Sommero (né le 10 octobre 1958 à Argentan) est un athlète français, spécialiste des épreuves combinées.

## Biographie
Il est sacré champion de France du décathlon en 1980.
Son record personnel au décathlon est de 7 502 points.